# NGC 4460
NGC 4460 (другие обозначения — UGC 7611, MCG 8-23-41, ZWG 244.22, PGC 41069) — галактика в созвездии Гончие Псы.
Этот объект входит в число перечисленных в оригинальной редакции «Нового общего каталога».
В галактике был обнаружен галактический ветер.